# Variabile metasintattica
In informatica e in altri contesti tecnici, una variabile metasintattica è un nome usato per indicare un generico elemento all'interno di una determinata categoria; l'uso è analogo a quello che in matematica si fa dei nomi «x», «y» e «z» per indicare tre valori o tre variabili qualsiasi; oppure, in numerosi contesti, all'uso di Tizio, Caio e Sempronio per indicare tre generiche persone. L'uso di variabili metasintattiche è molto frequente in programmazione, nel contesto della documentazione: nei manuali di programmazione, negli esempi di codice, nelle specifiche di progetto e così via.
Ogni cultura e ogni lingua ha un proprio bagaglio di nomi e simboli utilizzati come variabili metasintattiche in programmazione e in informatica. Non di rado queste derivano da usi analoghi in contesti più generali: i già nominati "Tizio, Caio e Sempronio" o "il signor Rossi" (o come "Mario Rossi") sono usati frequentemente anche in programmazione, se l'oggetto della discussione ha a che vedere con persone (per esempio un database di clienti).
I nomi comunemente usati per le variabili metasintattiche inglesi tendono a entrare nell'uso anche in Italia; è il caso di nomi di società o aziende come «Acme» (divenuta celebre grazie ai cartoni animati della Warner Bros.), o in misura minore di parole prive di senso (utilizzate spesso come nomi di variabile) come «foo» o «bar».
Nella tradizione italiana, tuttavia, il nome più frequentemente usato come variabile metasintattica è probabilmente «Pippo». Benché si tratti di un ipocoristico, Pippo viene utilizzato in modo molto generale, non solo come sostitutivo di un nome, essenzialmente come se fosse una parola priva di senso. Può essere digitato molto rapidamente data la vicinanza delle lettere che lo compongono nella tastiera italiana. È anche verosimile ipotizzare una relazione di questo uso con l'omonimo personaggio di Disney: qualora si debba far riferimento a più oggetti, infatti, «Pippo» viene spesso seguito da "Pluto" e "Paperino". Tutti e tre iniziano con la lettera P ed insieme rispettano la stessa ritmica di Tizio (due sillabe), Caio (due sillabe) e Sempronio (tre sillabe). Tale "corta - corta - lunga" risulta adatto allo scopo (due nomi brevi, e poi alla fine uno più "importante" che non lascia il senso di incompiutezza che avrebbero nomi come "Qui, Quo e Qua") e la pronuncia e la ritmica sono comunque comode per i parlanti italiani.